# Monica Uribe
Monica Uribe (Medellín, Kolumbija) kolumbijska je glumica i model.

## Biografija
Monica je rođena u Kolumbiji. Karijeru započinje 2004. u telenoveli Dora, la celadora. 2005. glumi Lucíju u telenoveli Por amor a Gloria.
2006. dobiva prvu glavnu ulogu u telenoveli Floricienta - Colombia. Ta ju je uloga proslavila i učinila je popularnom. 2009. glumi Lorenu u Verano en Venecia.
2010. tumači Andreu del Valle u telenoveli Klon.

## Filmografija
| Godina | Naslov                 | Uloga                   | Vrsta      |
| ------ | ---------------------- | ----------------------- | ---------- |
| 2010.  | Klon                   | Andrea del Valle        | telenovela |
| 2009.  | Verano en Venecia      | Lorena                  | telenovela |
| 2006.  | Floricienta - Colombia | Florencia 'Flor' Ortega | telenovela |
| 2005.  | Por amor a Gloria      | Lucía                   | telenovela |
| 2004.  | Dora, la celadora      | Mariana                 | telenovela |